# Å
Å, å は、Aにリング符号を付した文字。
文字名称は、Unicodeでは「latin capital letter a with ring above」「latin small letter a with ring above」、JIS X 0213 では「上リング付きA」「上リング付きA小文字」。

## 言語での使用
現在、ノルウェー語、デンマーク語、スウェーデン語（アイスランド語は除く）で用いられる文字である。
音価は円唇後舌半広母音 [ɔ]、またはその長母音 [ɔː]。ただし、スウェーデン語で長母音の場合のみ半狭母音 [oː] となる。
古くは aa と綴られてきた音であり、 å を表示できない環境や一部の地名などでは、現在でも aa と書かれることがある。
フィンランド語ではスウェーデン系の人名・地名用字として用意されている。この文字は ruotsalainen o（スウェーデンの o）と呼ばれる。
ほかに、バイエルン語（オーストリア語）、ワロン語（フランス語のベルギー方言）やチャモロ語（グアム、サイパンなどのマリアナ諸島の言語）でも使われている。

## 呼称
- デンマーク語・ノルウェー語・スウェーデン語: オー [ɔː], [oː]
- フィンランド語: ruotsalainen o（ルオッツァライネン・オー）

## 単独での意味

スウェーデン語強制反対のキャンペーンロゴ。

- かつて光の波長や原子間距離等に用いられた微小な長さの単位Ångström。1 Å = 10-10m
- ノルウェーにある村の名前、Å（オー）。オー (アンドイ)とオー (モスケネス)を参照。
- スウェーデン語・ノルウェー語・デンマーク語ではこの1文字で「小川」を意味するため、名前の最後は「-å」または「-ån」の川が多い。
- フィンランドでは、スウェーデン語の象徴として使われる。

## 符号位置
オングストロームの単位記号 "Å" はこの文字に由来するが、UnicodeやJIS X 0213ではそれぞれ別の文字として定義されている。Unicodeのオングストローム記号は、既存の文字コードとの互換性のために用意されている互換文字であり、Unicode標準ではこの文字の代わりに「リング付きの大文字A」を使うことを推奨している。
| 大文字 | Unicode | JIS X 0213 | 文字参照              | 小文字 | Unicode | JIS X 0213 | 文字参照              | 備考 |
| ------ | ------- | ---------- | --------------------- | ------ | ------- | ---------- | --------------------- | ---- |
| Å      | U+00C5  | 1-9-28     | &Aring; &#xC5; &#197; | å      | U+00E5  | 1-9-59     | &aring; &#xE5; &#229; |      |

| 記号 | Unicode | JIS X 0213 | 文字参照         | 名称             |
| ---- | ------- | ---------- | ---------------- | ---------------- |
| Å    | U+212B  | 1-2-82     | &#x212B; &#8491; | オングストローム |